# Línia evolutiva de Chimchar
Aquesta línia evolutiva de Pokémon inclou Chimchar, Monferno i Infernape.

## Chimchar
Chimchar és una de les espècies que apareixen a la franquícia Pokémon, una sèrie de videojocs, anime, mangues, llibres, cartes col·leccionables i altres mitjans que va ser inventada per Satoshi Tajiri i ha generat milers de milions de dòlars en beneficis per a Nintendo i Game Freak. És de tipus foc. Evoluciona a Monferno.

## Monferno
Monferno és una de les espècies que apareixen a la franquícia Pokémon, una sèrie de videojocs, anime, mangues, llibres, cartes col·leccionables i altres mitjans que va ser inventada per Satoshi Tajiri i ha generat milers de milions de dòlars en beneficis per a Nintendo i Game Freak. És de tipus foc i de tipus lluita. Evoluciona de Chimchar i evoluciona a Infernape.

## Infernape
Infernape és una de les espècies que apareixen a la franquícia Pokémon, una sèrie de videojocs, anime, mangues, llibres, cartes col·leccionables i altres mitjans que va ser inventada per Satoshi Tajiri i ha generat milers de milions de dòlars en beneficis per a Nintendo i Game Freak. És de tipus foc i de tipus lluita. Evoluciona de Monferno.